# Hilton Ruiz
Hilton Ruiz (New York, 1952. május 29. – New Orleans, 2006. június 6.) amerikai dzsesszzongorista. Elsősorban afro-cuban dzsesszt játszott, de kiváló bebop zongorista is volt.

## Pályafutása
Puerto Ricoi származású volt. Ötéves korában kezdett zongorázni. Nyolc éves korában már fellépett a Carnegie Hallban. A középiskolában dzsesszzongorázni tanult Mary Lou Williamstől.
Dolgozott Betty Carterrel, Tito Puentével és Mongo Santamaríával is. Santamaríával írt egy zenei szakkönyvet is. Woody Allen számára (Crimes and Misdemeanors/Bűnök és vétkek) és az Amerikai szépséghez is filmzenét készített.
2006. május 19-én eszméletlenül találták a New Orleans-i Bourbon Streeten, ahol a Katrina hurrikán áldozatainak javára készített CD-jét népszerűsítette. Kómában szállították kórházba, de az 54. születésnapja után egy héttel meghalt anélkül, hogy magához tért volna.

## Lemezek
1975: Piano Man 

1977: Excition 

1977: New York Hilton 

1977: Steppin' Into Beauty  released 1982

1981: Live at Jazz Unitè 

1984: Cross Currents

1988: El Camino

1989: Strut 

1989: Doin' It Right 

1991: A Moment's Notice 

1992: Manhattan Mambo

1992: Live at Birdland

1993: Heroes (Telarc)

1995: Hands on Percussion

1997: Island Eyes

1998: Rhythm in the House

2003: Hilton Ruiz Songbook

2003: Enchantment

2004: A New York Story Hilton Ruiz Music

2005: Steppin' with T.P.- dedicated to Tito Puente